# Neogoniolithon
Neogoniolithon Setchell & Mason, 1943  é o nome botânico  de um gênero de algas vermelhas pluricelulares da família Corallinaceae, subfamília Mastophoroideae.

## Espécies
Apresenta 39 espécies taxonomicamente válidas, entre elas:
- Neogoniolithon fosliei (Heydrich) Setchell & L.R. Mason, 1943
- Lista de espécies do gênero Neogoniolithon